# Santa Maria delle Grazie a Via Trionfale (titolo cardinalizio)
Santa Maria delle Grazie a Via Trionfale (in latino: Titulus Sanctæ Mariæ Gratiarum ad viam Triumphalem) è un titolo cardinalizio istituito da papa Giovanni Paolo II il 25 maggio 1985. Il titolo insiste sulla chiesa di Santa Maria delle Grazie al Trionfale.
Dal 19 novembre 2016 il titolare è il cardinale Joseph William Tobin, arcivescovo metropolita di Newark.

## Titolari
- Silvano Piovanelli (25 maggio 1985 - 9 luglio 2016 deceduto)
- Joseph William Tobin, C.SS.R., dal 19 novembre 2016